# Thomas Mathiesen
Thomas Mathiesen (Oslo, 5 de outubro de 1933 – 29 de maio 2021), de origem norueguesa, é um dos maiores sociólogos da atualidade. Estudou sociologia na Universidade de Wisconsin (1955) e se graduou em artes na Universidade de Oslo (1958), onde também fez seu doutorado em 1965 e na qual é professor de Sociologia desde 1972.
Mathiesen é, juntamente com Nils Christie e Louk Hulsman, um dos maiores representantes do movimento abolicionista carcerário. Escreve em Norueguês e Inglês, tendo muitas de suas obras traduzidas para outros idiomas, como Sueco, Alemão, Italiano e Espanhol.
Mathiesen foi um dos inspiradores do movimento britânico de prisioneiros, PROP. Participou também, por 20 anos, do Instituto de Pesquisa Sociais de Oslo, além da KROM, a associação norueguesa para reforma penal, da qual foi presidente de 1968 a 1973.
Tem se dedicado à criminologia radical, tratando sobre a prisão, política criminal, mídia e sistemas de vigilância surgidos com a modernização. Mathiesen defende em suas obras a abolição da prisão por ser completamente ineficaz para a consecução dos fins a que supostamente se propõe. Em sua obra Prison on Trial, demonstra a falência dos principais fundamentos justificadores da prisão. O sociólogo aponta que não se produz os efeitos desejados de prevenção individual e tampouco de prevenção geral, bem como não se atinge a justiça por meio da prisão.  
Mathiesen demonstra que não apenas a manutenção, como também a expansão do cárcere, se baseiam em uma ideologia dentro da lógica do capitalismo, por se tratar de uma crença arraigada na sociedade e sustentada por diversos atores, com especial destaque para os meios de comunicação em massa. Por conseguinte, o sociólogo defende a abolição da prisão por meio do combate a essa ideologia, propondo métodos alternativos — e efetivos — de controle à criminalidade na sociedade atual. 

## Biografia
A seguinte biografia foi inspirada em um artigo acadêmico.

### Juventude
Thomas Mathiesen nasceu em 5 de outubro de 1933, em uma família de classe média. Cresceu nos subúrbios de Oslo, Noruega. Sua mãe e seu pai eram primos, assim sendo, o casamento deles, mesmo que não fosse ilegal, tornou-se objeto de desaprovação pelo resto da família. O relacionamento entre os pais de Mathiesen era estável e sobreviveu até mesmo a uma separação de 3 anos, enquanto a mãe estudava nos Estados Unidos e o pai permanecia na Noruega.
Sua infância foi feliz e relativamente confortável. Mesmo durante a Ocupação Alemã da Noruega, ao longo da Segunda Guerra Mundial, quando commodities básicas eram escassas e havia uma preocupação generalizada com fome, a família não foi afetada gravemente. A maioria dos noruegueses transformou suas terras, a fim de criar plantações e animais. Mathiesen, que tinha 7 anos à época da invasão alemã, lembra-se desse tempo como aquele em que sua família plantou batata, tabaco e criou galinhas e coelhos. Como muitos de seus compatriotas, seu pai tomou parte de esforços de resistência passivos, distribuindo jornais ilegais - apesar disso, em geral, Mathiesen não experimentou riscos significantes de perigo ao longo da ocupação militar.
O fato de sua mãe ser norte-americana foi decisivo em sua vida. Em parte devido a ela, ele desenvolveu uma afeição pelos Estados Unidos, que aumentou durante a segunda ocupação militar da Noruega, pelo exército americano, em meio à Segunda Guerra. Vindos pela Itália, milhares de americanos haviam sido massacrados pela feroz resistência Alemã. Um pequeno grupo de soldados americanos tornou-se amigo da família do jovem Mathiesen, conquistando seu apreço e admiração. Posteriormente, sua decisão de estudar na Universidade de Wisconsin – estado em que sua “família americana” vivia – foi reflexo desse contexto de sua vida enquanto jovem. Ao invés de estudar música, como inicialmente pretendia, optou pelo curso de Sociologia, o que, segundo suas palavras, não teria acontecido caso ele tivesse continuado seus estudos em Filosofia na Universidade de Oslo, na qual entrara durante o outono de 1952. A seguir, uma série de encontros decidiu seu destino: encontrou companheiros estudando Sociologia que o impressionaram; conheceu uma Sociologia e uma Antropologia vibrantes, que acabavam de haver recebido a contribuição de Hans H. Gerth e C. Wright Mills; inscreveu-se em um curso na “Sociedade Americana”. Tendo tomado a decisão de tornar-se sociólogo, estudou com a tutela do professor Howard Paul Becker. A visão de Becker era qualitativa, interpretativa e fenomenológica, ele mesmo tinha tido como mentor Robert E. Park, e alavancou na escola de Chicago e também na Sociologia Clássica Europeia. A influência de Becker era tão grande que outros renomados sociólogos da época, entre eles Talcott Parsons, mal foram registrados no desenvolvimento intelectual de Mathiesen e de seus colegas, sendo lembrados, apenas, como pessoas que tornavam o estudo da Sociologia monótono e que, por isso,deveriam ser evitados.

### Estudos acadêmicos
O macarthismo moldou seu aprendizado intelectual e político. Wisconsin era o estado do senador Joseph McCarthy na época em que Mathiesen lá vivia. Em decorrência disso, meio século depois, ele elaborou a obra “Silently Silenced”, que descreve o período em que, em sua universidade, as “sombras de McCarthy estavam em todo o campus, silenciando as pessoas”. Contudo, mesmo com o clima político fervoroso, um espírito liberal e crítico prevaleceu na Universidade de Wisconsin e Mathiesen amadureceu. De acordo com o próprio Mathiesen, os protestos contra o macarthismo constituíram sua iniciação na vida política.
De volta à Noruega, em 1955, Mathiesen registrou-se no Departamento de Sociologia da Universidade de Oslo, onde foi encorajado a desenvolver pesquisas empíricas em pequenos grupos dinâmicos, estudos estes que foram como uma bem-vinda distração ao conservador funcionalismo estrutural que dominou a Sociologia nos anos 50. Nesse contexto, Talcott Parsons era uma leitura imprescindível; sua influência nas Ciências Sociais era, como Mathiesen refletiu depois, “parte de uma cultura americana de conquista da Europa pós-guerra”, e representou a principal razão pela qual este tempo foi um dos períodos mais infelizes de sua vida (um ano depois, Mathiesen visitou Salzberg, na Áustria, para um seminário de um mês e ouviu Talcott Parsons, que lhe pareceu mais interessante ao vivo do que seus livros tinham mostrado). Sua oposição a essa Sociologia hegemônica foi calada, no entanto. Mathiesen reflete: “Eu fiquei em silêncio. Eu era muito fraco e provavelmente muito conformado, sem ter a coragem de protestar”.
Nesse período, entretanto, nos anos de 1955 e 1956, um grupo de pesquisa empírica liderado por Ted Mills chamou a atenção de Mathiesen. Esse foi o único período em que Mathiesen, como estudante da Universidade de Oslo, pode utilizar o conteúdo que ele havia aprendido em Wisconsin.
Depois de estudar por 7 anos, a convite de Vilhelm Aubert, professor associado de Sociologia Jurídica da Universidade de Oslo, sua carreira profissional começa em 1o. de Janeiro de 1959, no Instituto de Pesquisa Social em Oslo, um centro de pesquisa independente, onde ele permaneceu, em diversas capacidades, por 20 anos. Financiado pelo Conselho Norueguês de Pesquisa para Ciências Humanas, Mathiesen se encontrou em um ambiente acadêmico bem diferente daquele da Universidade de Sociologia. Agora ele fazia parte de um time criativo, comunicativo, crítico, interdisciplinar e politicamente ativo, que imbuiu em seu trabalho um senso de otimismo e vitalidade. Esse, de acordo com o próprio Mathiesen, foi o período mais feliz de sua vida, principalmente devido ao caráter interdisciplinar do projeto, que acabou proporcionando a ele, novamente, uma visão otimista sobre a Sociologia. Foi nessa mesma época em que, em meio à Guerra do Vietnam e aos crescentes protestos pelos Direitos Civis e Políticos nos Estados Unidos, seu amor pelos Estados Unidos definitivamente desmoronou.
No Instituto de Pesquisas Sociais Mathiesen entrou em contato pela primeira vez com as prisões. Ele recebeu fundos para passar dois anos observando e participando de uma prisão em Oslo - seu seu primeiro e maior projeto empírico. Intitulado “The defences of the weak”, ele afirma que essa obra foi orientada às pesquisas de prisões americanas, uma vez que, durante esse período, ele ainda era alinhado aos Estados Unidos. Essa obra ainda se separa, porém, dos trabalhos de seus contemporâneos americanos, particularmente de “Society of Captives” de Gresham Sykes. Apesar de ambos compartilharem a visão de que o aprisionamento é uma experiência dolorosa, Mathiesen contradiz Sykes em sua constatação sobre como os prisioneiros se adaptam à vida dentro da prisão.  Sykes argumentou que as pressões do confinamento eram substancialmente mitigadas pela interação social solidária e pela participação de papéis estilizados subculturais; descoberta que trouxe o surgimento de dezenas de estudos que apresentam ainda mais complexas tipologias de adaptação de prisioneiros. Mathiesen, contudo, encontrou poucas provas desse grau de solidariedade que Sykes descreve. Alguns dos temas de que tratou trazem similaridade aos de Sykes – lealdade, equidade, privacidade e masculinidade – mas, por fim, Mathiesen pondera que, no ambiente individualista da prisão, os prisioneiros são essencialmente indivíduos fracos e solitários, sujeitos à dependência dos seus carcereiros.
Em 1972, Mathiesen tornou-se professor de Sociologia Jurídica na Universidade de Oslo. Ele continuou seus estudos sobre a prisão e sobre políticas criminais, além de tentar desenvolver sistemas de vigilância com o advento da tecnologia.

### Participação na reforma penal norueguesa
A convergência da pesquisa empírica de Mathiesen em prisões, a partir de seu amadurecimento político e posterior desafeição com a cultura militarista hegemônica americana, acabou por conduzi-lo a um envolvimento com o estabelecimento e liderança da KROM, a associação norueguesa para reforma penal. Não mais conformista ou preparado para permanecer em silêncio, teve uma participação crucial na organização anti-carcerária norueguesa. Desde o início, ocorreram reações de diretores de presídios noruegueses, especialmente contra uma política sem limites no que tange às alternativas ao cárcere, emanando-se dúvidas sobre as verdadeiras intenções do Movimento. Como afirma Mathiesen, a organização visava tanto a uma reforma quanto a uma revolução, não podendo ser classificada como exclusivamente uma das duas - o que se configura como uma grande ameaça ao poder e à estrutura dirigente das pessoas contrárias ao Movimento Social. Primeiramente, ele obteve o reconhecimento, por diversos e proeminentes intelectuais e praticantes na Noruega, de que prisões eram desumanas, além de não serem eficazes, gerando, assim, uma sensação compartilhada de que algo deveria ser feito a esse respeito. Em segundo lugar, houve cometimento em envolver os próprios prisioneiros em ações políticas. Embora tal envolvimento seja comum nos dias de hoje, na época foi visto como radical e alarmante, especialmente para a mídia. E, logo em seguida, a KROM mudou sua agenda da reforma prisional para a abolição da prisão, bem como a abolição da maior parte do sistema penal Norueguês. Por fim, os membros mais antigos da KROM viam o trabalho como uma experiência de aprendizado, e seus erros e atrasos eram lições úteis para guiar ações futuras. Levando em consideração a tendência de crescimento da população carcerária norueguesa, o trabalho da KROM foi redirecionado para reduzir essa expansão, e tornar prisões mais humanas, embora Mathiesen ainda regularmente fale e escreva sobre a importância de não diminuir ou abandonar os princípios de abolição.

## Estudos criminológicos

### Tendência de expansão do sistema carcerário
Mathiesen destaca o fenômeno de crescimento dos estabelecimentos de reclusão. Segundo ele, países da Europa Central, assim como os Estados Unidos, estão à frente do grande crescimento das populações carcerárias, gerando preocupações com a superlotação do cárcere.
A tendência de crescimento do cárcere nos países ocidentais é notória e adquire maior importância se considerada dentro de um contexto mais amplo, analisando-se quatro características que, a partir da década de 1970, culminaram no maior destaque ao estudo do sistema prisional. Primeiramente, os esforços realizados em países ocidentais, a fim de se alterar o curso do desenvolvimento dos sistemas carcerários, durante a década de 1970 e a primeira parte da década 1980, foram superados rápida e facilmente por outras forças. Apesar de ter ocorrido uma pequena diminuição das taxas de encarceramento nos anos 70, com a adoção de medidas alternativas pelos ministros liberais, estas logo foram superadas com a queda dos mesmos. Em segundo lugar, Mathiesen aponta que o crescimento ocorrido nessa época é parte de uma tendência a longo prazo, refletindo-se na atualidade. A seguir, analisa que, em vários países, o crescimento proporcionou uma degradação considerável na qualidade de vida dentro do cárcere, gerando condições degradantes para os presos. Por fim, o crescimento da população carcerária foi seguido de importantes programas de construção de sistemas carcerários. Surgem nos Estados Unidos, junto à busca gananciosa por bens de capitais, as prisões privadas, cujo programa de construção foi dito como “o maior que já foi mapeado”.
Tendo em vista esse crescimento, as tendências estatísticas, as condições de vida e os novos programas de construção de cárceres, nota-se que existe um denominador comum entre os sistemas carcerários ocidentais, de modo que a ênfase deve ser dada à inversão do papel do cárcere à medida em que sua importância, como mecanismo de sanção, aumenta. Nesse sentido, Mathiesen aponta duas causas principais para o aumento do número de prisões: houve uma mudança no padrão de criminalização, expandindo-se as condutas consideradas delitivas, além de um aumento geral no nível de punição. A título de exemplo: o "War on Drugs" norte-americano foi um programa que acelerou ainda mais o encarceramento em massa no país, a partir do endurecimento de leis e do aumento de penas, tal como a punição da venda de 650 gramas de heroína ou cocaína com prisão perpétua, sem liberdade condicional, mesmo se o réu fosse primário.
Em um panorama geral, a expansão do sistema carcerário tem sua origem em conflitos políticos e de classe característicos da sociedade ocidental capitalista, de modo que o cárcere se converte em um meio de repressão sob a égide de um Estado poderoso. Atualmente, portanto, os cárceres se encontram extremamente integrados com o sistema político de repressão estatal. Para o autor, o crescimento vertiginoso da solução carcerária implica uma questão não apenas sociológica, mas também de valores.“Desejamos ter esse crescimento vertiginoso? Queremos uma sociedade que confia cada vez mais no uso do cárcere como método principal de resolução de conflitos?”,  Mathiesen escreve, no intento de focar seriamente a questão dos valores para contribuir com a redução - quiçá abolição - do sistema carcerário.

### Fracasso do cárcere
Mathiesen afirma que os argumentos usados em favor do cárcere são generalizados, no sentido de que não se limitam exclusivamente à questão do sistema prisional, mas são, em grande medida, ligados aos propósitos do castigo administrado pelo Estado. Ele, então, confronta essas argumentações, a fim de demonstrar as falácias contidas nessas afirmações.
Os propósitos do castigo são divididos tradicionalmente em dois grupos principais: defesa social e retribuição. Segundo a teoria da defesa social, o castigo não tem valor em si mesmo, sendo apenas um meio para proteger a sociedade contra o delito; ele só tem valor em relação ao fim social, seja este a prevenção individual (prevenção de novos atos delitivos por parte do indivíduo que é efetivamente castigado) ou a prevenção geral (prevenção de atos delitivos por parte de indivíduos ainda não castigados). A teoria da defesa social pode variar acerca de certas nuances, porém tem como finalidade comum a proteção da sociedade contra o delito.
Já de acordo com a teoria da retribuição, o propósito do castigo é, antes de tudo, satisfazer os clamores por justiça, de modo que a eficácia em termos de prevenção é secundária. A questão que paira sobre a teoria da retribuição reside sobre quais atos devem ser punidos, e quão severo deve ser o castigo,a fim de que a justiça seja satisfeita. A teoria da retribuição se divide em dois subgrupos: por um lado, estabelece a proporcionalidade entre delito e castigo; por outro, estabelece a culpa moral, segundo a qual o castigo pode ser considerado como reflexo de um princípio moral, postulando que o indivíduo deve enfrentar o destino que merece.
Mathiesen demonstra que ambas as teorias de justificação do cárcere são equivocadas ou, no mínimo, insuficientes para sustentar sua existência. Em sua argumentação, ele analisa a teoria da retribuição baseada na justiça e, dentro das teorias de defesa social, a prevenção geral, a reabilitação, a interdição (coletiva e individual) e a dissuasão.

#### Prevenção Individual (reabilitação)
Aplicada aos presos, Mathiesen não considera a reabilitação como uma reparação ao dano causado, tampouco a restauração de um estado anterior. Entende-se a reabilitação como a superação de um erro ou de uma falha de caráter, de modo a possibilitar a reinserção do delinquente na sociedade. No entanto, ele será sempre considerado inteiramente responsável pelo dano que causou.
A partir dessas premissas, os defensores do cárcere como forma de reabilitação não levam em conta o delito como fator condicionado a um contexto de complexas forças sociais que têm influência sobre o indivíduo, mas consideram-no como o exclusivo culpado por sua conduta. Assim, diferentemente de um processo de restauração de figuras políticas ou prédios históricos, que ocorre por meio da ação de uma autoridade, o sucesso ou fracasso do processo de reabilitação de um preso é atribuído ao mesmo, sendo ele responsável pela desgraça causada, bem como por seu retorno à "vida social normal".
Mathiesen aponta ainda um problema estrutural na prevenção individual: não há investimentos em mecanismos de reabilitação da honra e da dignidade da pessoa que sai da prisão - ainda que sua pena possa se fundamentar nesses elementos. Investe-se muito dinheiro, entretanto, em cadeias. Destarte, não há um processo para a saída, apenas processos de ingresso nas mesmas.
Ele também analisa a ideologia do cárcere como fator de reabilitação para o condenado a partir da descrição do funcionamento da primeira “casa de correção” para jovens em Amsterdã (1596), marco do surgimento da ideologia da reabilitação e a comparação com o cárcere hodiernamente. Seu raciocínio parte de duas diretrizes principais, a primeira é a de que essa ideologia mudou muito pouco desde o seu surgimento (que é contemporâneo ao surgimento do cárcere), e a segunda é a de que ela não tem dado certo.
Aponta-se para a decadência da fundamentação da prisão como “tratamento”, levando consigo uma ideia de “sanção especial” que teria por finalidade a reabilitação. Isso se deve ao fato de a ideologia da reabilitação possuir quatro componentes falhos que, ao mesmo tempo e não por acaso, são elementos centrais da ética burguesa protestante: o trabalho (que, em muitas prisões, principalmente nas mais antigas, não faz sentido, ou simplesmente não existe, bem como não há um sistema racional de remuneração pelo trabalho realizado), escola (inicialmente havia um mestre para o ensino. Com o tempo, ela foi abolida por completo, por alegações de questões de insegurança em relação aos presidiários), influência moral (o tempo na casa correcional deveria trazer uma correção moral e religiosa; hoje a influência moral tem como base algo diferente, a ideia de que os presos receberão, de forma indireta e difusa, uma influência positiva na área da moralidade) e disciplina (hoje em dia, é notória a proibição de castigos físicos na maioria dos sistemas carcerários, no entanto, a lógica de poder e submissão ainda permanece, sendo por exemplo comuns as celas chamadas de “solitárias”).
Por conseguinte, nota-se a completa invalidade da ideia de que o cárcere pode ser baseado na ideia de reabilitação do individuo, uma vez que não se constatam meios eficazes de real inserção social ou ressocialização.Não se deve, contudo, usar os escassos resultados da reabilitação como desculpa para eliminar do cárcere serviços médicos e pedagógicos, como programas escolares e etc. pois os presos não só devem gozar dos mesmos direitos dos demais cidadãos ao acesso a tais serviços, como devem ter mais direitos ainda, tendo em vista seu histórico, em geral, de pobreza e as condições carcerárias desumanas nas quais vivem.
Esses serviços não deveriam ser prestados com a intenção de obter a reabilitação, porque assim poderiam ser facilmente eliminados caso os resultados obtidos não fossem satisfatórios, tampouco devem ser usados como argumentos ideológicos a favor do cárcere.

#### Prevenção geral
Como principal fundamento ao cárcere, nossa sociedade assume o efeito preventivo geral do castigo, uma noção que está tão profundamente implantada no senso comum que não se questiona a razão de sua existência.
De acordo com a teoria da prevenção geral, a punição pode ser considerada como uma mensagem por parte do Estado, que pretende dizer que o crime não compensa, que determinados atos devem ser evitados por serem moralmente impróprios ou incorretos, desencorando aos indivíduos  de sua prática. Para a transmissão dessa mensagem, o Estado se utiliza das autoridades que conduzem a ação - a polícia, os tribunais e o aparato sancionatório. Como afirma Mathiesen, na atualidade, não se acentua a comunicação – entendida como um processo de transferência de significado-, mesmo quando supostamente considerada o “elo fundamental” para a prevenção geral. Destaca-se, em verdade, a questão bastante simplista do conhecimento que as pessoas têm acerca do direito e das normais legais, ou seja, confere-se um destaque um dos elementos da culpabilidade. Dessa forma, diz ele, “o processo de comunicação é um processo complexo de interação entre emissor e receptor, que levanta questões muito mais gerais e intricadas que o mero conhecimento do direito. A teoria jurídica legal e criminal de prevenção tem-se centrado muito escassamente nessas questões.”.
Para Mathiesen, é um absurdo esperar que as eleições entre sanções ou níveis de sanções próximas entre si sejam captadas e recebidas pelos receptores com o mesmo significado que lhe outorgaram os emissores. A realidade na estrutura de comunicação é de tal natureza que o processo de captação da mensagem se torna difícil. De maneira similar, os argumentos complexos em torno da obediência à lei e dos efeitos da legislação se convertem em sustento das mudanças graduais que se produzem no direito penal. Outrossim, tomadas em conjunto e diacronicamente, as mudanças menores na prática condenatória e na legislação podem levar a mudanças em maior escala na política criminal (vide o tópico Proposta para a abolição).
Ademais, os problemas sociais, desconsiderados pelos defensores de tal teoria de fundamentação do cárcere, são aspectos relevantes: o efeito preventivo do castigo se neutraliza quando as pessoas se deparam com um contexto de vida que aumenta a probabilidade da conduta criminal. Isso significa que a prevenção geral funciona em relação àqueles que não “necessitam” dela, em relação aos que “necessitam”, não tem efeito. Tal se deve ao fato de que o contexto no qual se insere a mensagem preventiva -dentro do qual é interpretada- é ineficaz, de forma que não é compreendida da maneira planejada pelo emissor. A mensagem, que deveria ser interpretada como educativa, é interpretada como maior opressão, moralização e rejeição.
Para Mathiesen, a escassez de clareza e a imprecisão deveriam ser levadas em conta no inquérito na prevenção geral. Porém, isso não ocorre: são consideradas como características infelizes da situação de investigação, ou então que podem ser superadas mediante melhores técnicas de investigação. Deste modo, o inquérito se ajusta à prevenção geral como paradigma. No que diz respeito à prevenção geral, o processo de comunicação cria necessariamente resultados imprecisos e pouco claros, e, assim, se converte em um fundo que dá sustento a maiores dúvidas do que geralmente se pensa sobre o assunto do efeito preventivo da pena.
Além da questão da efetividade da pena, a noção de prevenção geral levanta uma questão moral fundamental: qual o fundamento moral para castigar alguém a fim de evitar que pessoas distintas desse indivíduo cometam atos delitivos iguais?  Ainda que se volte à lógica do utilitarismo, dado o caráter extremamente seletivo e classista do sistema penal, nota-se um problema ainda que se sacrificam indivíduos de classes menos abastadas e mais detectáveis perante o sistema penal como meio de prevenção a toda a sociedade. Nesse sentido, aponta Mathiesen: “ao castigar as pessoas por causa da prevenção geral, na realidade se está sacrificando, em sua maioria, pessoas pobres e estigmatizadas para manter os outros no caminho certo”.
Assim, não há argumentos contundentes em termos de prevenção geral que sirvam de base para o crescimento e a manutenção da sanção no cárcere, tanto do ponto de vista de sua efetividade quanto do ponto de vista moral.

#### Prevenção Individual (interdição e dissuasão)
Demonstrados os problemas contidos nas ideias de reabilitação e prevenção geral, Mathiesen volta-se a outros aspectos da teoria de defesa social indivídual. Primeiramente, analisa a interdição, teoria segundo a qual a “habilidade” que a pessoa tem para a prática de crimes graves deve ser eliminada ou reduzida por meio de seu confinamento. Essa ideologia é desprovida de ideais humanitários e de qualquer intuito de melhorar a vida do indivíduo ou permitir sua reinserção à sociedade; visa-se, apenas a tirá-lo do convívio social.
Diante disso, uma questão se faz importante: "Com quanta precisão se pode predizer que uma pessoa cometerá delitos no futuro?"  Os defensores dessa corrente afirmam que “para encarcerar poucos indivíduos realmente perigosos é necessário encarcerar muitos indivíduos que provavelmente não cometeriam algo perigoso" e entendem isso como um efeito colateral normal. Esse posicionamento, contudo, gera um problema de princípios no sistema penal.
O Direito Penal é baseado na condenação do indivíduo por atos cometidos no passado. A teoria da interdição, contudo, rompe com essa lógica ao postular a condenação de indivíduos com base em atos que poderão ser cometidos no futuro. Para isso, utiliza uma análise do indivíduo, de sua situação social e de saúde, a fim prender as pessoas dotadas de maior potencial delitivo futuro. A aplicação dessa teoria apresenta duas ramificações: as interdições coletiva e seletiva.
A interdição coletiva consiste em impor a prisão (talvez prolongada) para uma categoria inteira de pessoas, de modo que não se tenta fazer  a distinção entre os indivíduos de alto e baixo risco: toda a categoria é considerada de elevado potencial delitivo. Assim, retira-se o grupo inteiro do convívio social com o intuito de produzir o efeito “inabilitante” (não permitir que os indivíduos exerçam sua pré-disposição para crimes graves). Os defensores dessaa teoria, porém, não são capazes de demonstrar empiricamente a frequência delitiva de cada indivíduo, o que torna o efeito da interdição coletiva demasiadamente impreciso, de modo que não há garantia em relação aos chamados "falsos negativos" (aqueles que cometerão delitos no futuro mas não foram identificados no presente como delinquentes)  e "falsos positivos" (uma situação pior, daqueles que foram falsamente identificados como delinquentes futuros). Ademais, há o constante surgimento de novas gerações de indivíduos e, portanto, novas gerações de criminosos, de tal forma que os índices, se fossem reduzidos, não o seriam por muito tempo, uma vez que haveria prisão de novos delinquentes, porém sem um parâmetro sobre quando liberar os outros que se encontram encarcerados.
A interdição seletiva está relacionada à predição de indivíduos de alto risco dentro de grupos dados por meio da identificação individual do delinquente frequente, fazendo uso de informações como a sua conduta anterior e outras características para seu encarceramento. Para estabelecer a predição, buscar-se-iam informações nos antecedentes individuais, identificando-se duas maneiras para tal: por meio de uma entrevista com o acusado sobre seus antecedentes a respeito do consumo de drogas, trabalho, personalidade, entre outros elementos. (o que não é eficaz, uma vez que o acusado pode mentir a respeito desses dados, pois sabe que eles serão usados para classificá-lo como perigoso ou não) ou basear-se nos registros públicos sobre trabalho, consumo de drogas e outras características do indivíduo (que também são pouco confiáveis para determinar o potencial delitivo, quando existentes). Vê-se assim, um problema ético na escolha dos fatores que serão considerados na hora de predizer o risco futuro que o indivíduo pode causar.
Destarte, tanto na interdição coletiva como na seletiva, faz-se uma condenação ao cárcere com base em uma possibilidade futura. Ora, é difícil predizer a periculosidade uma vez entendido que o delito é resultado do encontro entre o indivíduo e o contexto em que se insere e não algo inerente a ele, de modo que não se pode dizer quando esse "encontro" ocorrerá e propiciará a execução da conduta delitiva.
A dissuasão, outra teoria de prevenção especial, é baseada no uso do encarceramento como forma de dissuadir o indivíduo de cometer o crime. O sociólogo esclarece que o cárcere não funciona como método de prevenção geral (vide Prevenção geral), e por isso não funcionará individualmente. A carceirização, bem como a hostilidade e desconfiança que o cárcere gera, acabam por desqualificar o argumento da dissuasão individual.

#### Justiça
Mathiesen aponta para a circularidade das teorias de política criminal justificativas do cárcere. Inicialmente, havia predominância das teorias “absolutas” do castigo, as quais visavam a uma retribuição justa pelo ato praticado. Essas teorias estão entre as mais antigas, entre elas, por exemplo, a Lei do Talião – com vistas a manter a proporcionalidade entre o dano e o castigo posterior- e o princípio da culpabilidade – avaliando-se a relação entre o ato praticado e a pena. Com o decorrer do tempo, as teorias absolutas foram substituídas pelas teorias “relativas”, cujo objetivo primordial consiste na defesa da sociedade – com destaque para as teorias de prevenção geral e individual. Contudo, como demonstrado anteriormente, as teorias de defesa social não são sustentáveis, de modo que, apesar de não completamente superadas, retorna-se à teoria absoluta, com base em um ideal de justiça, para se justificar a existência do cárcere.
A justiça não se encontra inteiramente isolada como base na fundamentação da pena. Há uma distinção entre a razão para a existência do castigo na sociedade e a razão da concreta organização do sistema penal. Aquela deve ser guiada pela prevenção geral – como já demonstrada, dotada de falácias (vide tópico Prevenção geral)-, uma vez que argumentos de justiça se mostram insuficientes e demasiadamente frios para fundamentar a criminalização de certa conduta: é preciso também a utilidade de prevenção no seio social. Por outro lado, a razão da organização concreta do sistema penal deve se fundar na justiça, estipulando-se castigos concretos e de forma proporcional. Nessa, a prevenção geral não realiza qualquer função de diminuição da criminalidade, de modo a ser descartada como justificativa.
O raciocínio neoclássico, no qual se espelha a ideologia do cárcere, se baseia em dois tipos de justiça. O primeiro consiste na justiça da balança em equilíbrio, por meio de um direito ou dever a alguma forma de retribuição e um critério de igualdade – igual peso entre os valores intercambiados. O segundo tipo consiste na justiça distributiva, voltada à distribuição de valores ao acentuar o igual tratamento entre os receptores dos mesmos.  Esta justiça é capaz de estabelecer uma igualdade relativa, não se limitando às duas partes da balança, mas sim ao contexto em que se insere. Aplicando-se tais conceitos à teoria penal, a justiça da balança em equilíbrio postula a proporcionalidade entre o castigo e o delito, enquanto a distributiva produz tratamento equivalente aos delitos de igual gravidade. Trata-se da aplicação dos castigos concreto e abstrato, com base na proporcionalidade da gravidade do delito e na equivalência entre os diversos tipos de delitos, respectivamente.
As formulações delineadas , segundo Mathiesen, apesar de aparentarem maior precisão que as teorias de defesa social, são igualmente insuficientes para justificar a organização do sistema penal, pois são demasiadamente vagas e limitadas.
Em primeiro lugar, o sociólogo demonstra a falácia da ideia de que o raciocínio acerca da justiça se baseia em uma lógica científica. O valor do castigo de um delito seria determinado por meio da objetabilidade (culpabilidade do autor) e da gravidade (o dano ou perigo causado). Os estudos demonstram, em verdade, um argumento circular: alega-se que a objetabilidade e gravidade se baseiam no próprio valor do castigo e este, simultaneamente, se funda nelas. Em segundo lugar, esses estudos tratariam da moral como um conceito fixo, não levando em consideração sua variabilidade temporal, espacial e entre grupos heterogêneos de uma mesma sociedade. Em terceiro lugar, nota-se o caráter relativo acerca da severidade do castigo, especialmente dependente de uma visão mais ou menos privilegiada. Nesse sentido, quanto maior a proximidade do indivíduo com relação à pessoa inserida na realidade do cárcere, menor a tendência punitivista do mesmo, o que demonstra a variabilidade da classificação sobre o valor “correto” do castigo.
Em quarto e último lugar, a ideologia acerca da justiça transmite a impressão de que as partes a se estabelecerem em equilíbrio (vítima e delinquente) são entidades comparáveis na operação entre delito e castigo. Essa premissa é seriamente afetada ao se analisar o conteúdo do encarceramento. Gresham Sykes apresentou um estudo aprofundado sobre os padecimentos dentro do cárcere -utilizando tal expressão em detrimento de sofrimento a fim de demonstrar algo não apenas físico ou passado-, entre eles: a falta de liberdade, limitação ao acesso a bens e serviços, privação de autonomia. Assim, o encarceramento é algo extremamente doloroso, o que é ignorado por muitos textos de criminologia Não é factível uma mera compensação de um padecimento (ocasionado pelo delito) por meio de outro (prisão): são entidades não mensuráveis, não se está simplesmente manipulando dois pratos em uma balança. Não se trata de afirma que o padecimento decorrente do delito é insignificante ou que os padecimentos sofridos pelo preso são necessariamente maiores que os sofridos pela vítima – apesar de geralmente o serem-, mas se trata de compreender o caráter distinto dos mesmos, o que não permite a elaboração de uma escala precisa para servir de base para valores e proporcionalidade do castigo.
Mathiesen conclui que o tempo de prisão não é objetivo, não há um acordo sobre o que este significa e não pode ser medido em uma escala de proporção Portanto, para utilizar o tempo como castigo, os legisladores e juízes fazem do mesmo uma abstração, uma categoria despojada de conteúdo, de modo a mascarar a realidade e conferir a falsa impressão da defensabilidade da prisão por meio da justiça.

### A ideologia do cárcere
Todas as teorias para a fundamentação do cárcere não são capazes de defender sua existência, de modo que tal instituição se mantém e se expande por se tratar de uma ideologia: consiste em uma crença da sociedade de modo geral que confere sentido e legitimidade ao sistema prisional. Essa ideologia é fundada em dois elementos principais, um de apoio e outro negativo.
Mathiesen aponta quatro funções para a confirmação do sucesso do cárcere nas sociedades capitalistas – elementos de apoio. Primeiramente há a função purgatória, segundo a qual a prisão seria útil para controlar a população improdutiva e inconveniente na lógica capitalista. Outra função consiste no consumismo de poder, mantendo-se a situação estrutural das pessoas improdutivas não contribuintes ao sistema e, por conseguinte, permitindo a manutenção do status quo social.  A terceira função consiste na distratora, como forma de desviar a atenção do perigo que os detentores do poder apresentam e focá-la nos delinquentes tradicionais das classes trabalhadoras mais baixas. A última função é a simbólica, em que se confere uma mancha ao presidiário, uma marca inclusive após cumprir sua pena.
Os componentes da negação, segundo os quais não houve fracasso do cárcere, estão adstrito a três diversos âmbitos. O primeiro consiste na vasta gama de meios de comunicação – âmbito externo-, nos quais se produz constantemente o não reconhecimento da ineficácia das prisões. Em verdade, a mídia reconhece o cárcere como uma solução paradigmática ao aumento do número de delitos na sociedade, principalmente após o advento da televisão, que trouxe consigo uma forma inovadora de noticiar, exigindo uma análise sociológica específica.
A grande questão sobre a influência da televisão relaciona-se ao local que ela ocupa no espaço público, a partir de uma lógica de comunicação. Para Mathiesen, as mudanças trazidas com a chegada da televisão, após a Segunda Guerra Mundial, foram tão intensas que ajudaram a criar uma sociedade inteiramente nova. Sendo assim, em alguns aspectos, ela teria um caráter quase religioso. De acordo com o pesquisador britânico James Curran, a televisão funciona de maneira similar à igreja na Idade Média: ela une grupos diferentes entre si a partir de valores coletivos, como o consumismo e o nacionalismo.
Certos tipos de notícias sobre crimes são veiculadas em detrimento de outras, em razão de interesses alheios ao telespectador. Para que essa seleção não gerasse uma visão distorcida sobre diversos aspectos da criminalidade, haja vista que os maiores meios de comunicação sofrem influências externas, a população deveria ter um amplo acesso ao conhecimento e à informação, o que não acontece. Embora, portanto, ainda existam análises críticas pertinentes, elas perdem espaço para um meio de comunicação que valoriza a imagem e o entretenimento do espectador.
No âmbito interno em relação ao componente de negação da ideologia do cárcere encontram-se as instituições voltadas à prevenção do delito (polícia, tribunais e agentes do cárcere), em que, ainda que haja ciência de no mínimo uma falha parcial deste sistema, vigora a aparência: seus agentes aparentam defender que o cárcere é um êxito a fim de conferir sentido ao seu trabalho.  Há ainda um terceiro âmbito, o central, formado por grupos profissionais consiste nos administradores, no sentido mais amplo da palavra, do sistema de controle criminal. Nesses grupos prevalece o desentendimento, ignorando-se a ineficácia do cárcere e seus profundos problemas.

### A abolição do sistema carcerário
Levando-se em conta o fracasso do sistema carcerário, deve-se reduzir progressivamente seu papel até sua extinção, por meio do combate ao seu caráter ideológico arraigado. Trata-se de um processo complexo, uma vez que, por se tratar de ideologia, o ônus da prova recai sobre os indivíduos que desafiam sua validade.  Mathiesen aponta que a iniciativa contra o sistema prisional deve partir dos setores de esquerda, dotados dos componentes ideológicos de solidariedade e compensação para desafiar a legitimidade conferida o cárcere.
No contexto presente, o cárcere parece imutável e permanente, mas há mudanças drásticas no decorrer da história de sistemas repressivos aparentemente sólidos – por períodos curtos e prolongados- que apontam para a possibilidade de sua extinção. Primeiramente, nota-se a extinção à caça às bruxas. Em um período de quatro anos, todo um sistema penal, aparentemente sólido e duradouro, com seus muitos juízes a administradores desintegrou-se e desapareceu por completo na Espanha. A caça às bruxas na Espanha terminou em 1614, cem anos antes de sua abolição em outras regiões, por meio do tribunal local, “La Suprema”. Um exemplo mais recente consiste na abolição da escravidão moderna, que se mantinha muito estável até sofrer um colapso.

#### Críticas sobre a construção de novos cárceres
Primeiramente, Mathiesen aponta ser necessário cessar a construção de novas prisões, a fim de que isso fomente a queda do número de detentos e a posterior extinção do cárcere. O sociólogo elenca pontos que justificam uma política de proibição de construção de novos cárceres, apontando a ineficácia, a desumanização e o enraizamento cultural destes na sociedade.
Em primeiro lugar, o sistema de prevenção especial da reabilitação é uma falácia, ou seja, a prisão não acarretaria uma melhora efetiva no comportamento do detido, pelo contrário, deterioraria sua condição física e psíquica. Não se notaria uma reabilitação do indivíduo para a sociedade, mas um efeito destrutivo a sua personalidade, o que, em verdade, implicaria altos índices de reincidência e um aumento da criminalidade (vide tópico Prevenção individual (Reabilitação)).
Em segundo lugar, a ideia de prevenção geral, de que o cárcere seria uma dissuasão para toda a sociedade não cometer delitos, como apresentada, é igualmente uma falácia. Ocorreriam, na verdade, efeitos incertos sobre o desenvolvimento da delinquência, muitas vezes imprevisíveis e incalculáveis. Nota-se que o nível de criminalidade não apresenta qualquer relação com o número de pessoas detidas e tampouco com o tempo de prisão. (vide tópico Prevenção geral). Assim, umas vez que as duas principais fundamentações para o cárcere não o justificam, não há motivo para a construção desses estabelecimentos.
A partir desses aspectos, é possível fundamentar o terceiro fator contra a construção de novas prisões. Uma vez ausente uma relação com a redução da criminalidade, a superpopulação dos cárceres deveria culminar em uma diminuição dos aprisionamentos, não no aumento dos mesmos. Destarte, deve-se buscar inicialmente a diminuição do limite para a liberdade condicional e mudar as formas de condenação (especialmente o tempo de pena para certos delitos), evitando-se deixar o poder de decisão a corpos que agem sob pressão política.
Ademais, em quarto lugar, torna-se relevante o aspecto da perpetualidade e irreversibilidade da construção dos cárceres. Uma vez construídos, tendem a se protrair por décadas, inclusive séculos, sendo fruto de um processo histórico em detrimento de medidas pragmáticas de solução de conflitos. A partir disso, o quinto argumento foca na ideia expansionista do cárcere: a construção de um novo presídio não provém de fatores de deterioramento de outros. Na verdade, acrescentam-se sempre novas prisões enquanto, as antigas se mantêm ativas. Trata-se de um mecanismo político que alimenta a construção de novos cárceres.
Em sexto lugar há o argumento humanitário, porquanto é notável a característica desumanizadora, humilhante e alienante do sistema carcerário atual, como a privação de liberdade, relações heterossexuais, bens e serviços básicos. É evidente que, por se tratar de um caráter estrutural do cárcere, mesmo com melhores condições prisionais, ou seja, com mudanças nas circunstâncias materiais concretas organizacionais, não é possível eliminar tais males, apenas mitigá-los.
Em sétimo lugar apresenta-se o argumento mais importante, referente aos valores culturais. O sistema carcerário, como parte integrante de instituições matérias e de uma organização social complexa, consiste em um símbolo do modo de pensar das pessoas. Em síntese, veem-se a violência e a degradação como método os de solução de conflitos interumanos, como se fosse necessária sua expansão. Por conseguinte, a construção de novas prisões transmite a ideia positiva de solução para a criminalidade, apesar de ser, em verdade, um indício da irracionalidade da política penal atual.
Por último, faz-se relevante o aspecto econômico levando-se em conta todos os demais. À luz do exposto, torna-se claro que a construção de novas prisões não é eficaz, de modo que o investimento far-se-ia mais proveitoso em outras medidas dada a contingência do orçamento do Estado.
É importante ressaltar que Mathiesen propõe a completa superação do cárcere. Para ele, até mesmo as penas ditas alternativas apresentam caráter nocivo, uma vez que elas poderiam se transformar em novas estruturas carcerárias, com funções similares às da própria prisão. Nesse sentido, faz-se necessário estabelecer uma estratégia progressiva, partindo de ideias de limitar a expansão da construção de prisões e reformas a curto prazo para, posteriormente, atingir a extinção do cárcere. Por conseguinte, propõe-se realizar reformas negativas de imediato, propiciando alterações que neguem a estrutura basilar carcerária. Tais reformas consistem em adotar medidas contraditórias a esse regime, tendentes à libertação dos presidiários, como ampliação do regime de visitas, maior concessão de indultos e saídas transitórias prolongadas. Apesar de essas reformas eventualmente confirmarem o sistema, sua concepção é anti-carcerária, tomando-as como um ponto essencial de partida.

#### Proposta para a abolição
A partir de uma ideologia de esquerda, Mathiesen elenca dois planos de atuação essenciais para não apenas reduzir, mas extinguir as prisões: legislativo e de preparação política. O plano legislativo depende concretamente da situação do país em seu contexto legal/penal.  Nesse plano, é preciso ampliar o espectro de delitos não encarceráveis (despenalização) e circunscrever o objetivo do direito penal (descriminalização), de modo a encontrar soluções civis em detrimento das penais. Nesse sentido, é fundamental a busca pela redução de penas máximas, pelo aumento de medidas de liberdade antecipada e por programas de fechamento de cárceres. A alteração legislativa pode ter efeitos indesejáveis, mas é um caminho necessário para a extinção do cárcere. Tal processo, por se protrair no tempo, deve ocorrer previamente à efetiva implementação de soluções alternativas ao cárcere.
Em segundo lugar, é necessária a preparação política. Deve-se fornecer os meios para que a comunidade em geral entenda e aceite as mudanças na legislação a fim de que estas sejam efetivas e duradouras. Assim, é importante implantar o tema na comunidade, expandindo-se além de grupos profissionais já engajados acerca do mesmo.
Para combater essa ideologia é preciso um trabalho contra-funcional, destinando recursos a campanhas de informação sobre as funções purgatória, consumista de poder, distratora e simbólica do cárcere (vide tópico Ideologia do Cárcere). Trata-se de uma tarefa árdua, uma vez que é preciso contrariar as atitudes existentes e confirmadas pelos meios de comunicação. Para tal, é importante associar comunicações interpessoais à mídia, em escolas, locais de trabalho e outros ambientes coletivos. Nesse sentido, o objetivo do trabalho contra-funcional é tornar a situação dos presos visível a todos, fomentando a efetiva compreensão dos detentos.
Em corroboração ao trabalho contra-funcional implementar-se-á, ainda, o trabalho de contra-negação, voltado à contenção dos mecanismos de negação (central, externo e interno) (vide tópico Ideologia do Cárcere). Para tal, é imprescindível denunciar o fracasso do cárcere e sua negação - revelando a falácia de todos os mecanismos de defesa social e de justiça.
Nesse contexto, é imprescindível uma vinculação dos trabalhos contra-funcional e contra-negação, de modo a possibilitar a construção de uma ideologia esquerda, estabelecendo-se a solidariedade e a compensação por meio daquela. Por conseguinte, simultaneamente com a negação da ideologia carcerária será possível abrir caminho para a fixação de sua ideologia antagônica.

#### Espaços públicos de discussão
Para a consecução de tais objetivos, faz-se mister a criação espaços públicos de debates sobre o tema, que devem apresentar três características principais. Primeiramente, é fundamental uma desvinculação da mídia de massa, especialmente da televisão (vide tópico Ideologia do Cárcere). Existe uma visão de que uma pessoa ativamente política é dependente dos meios de comunicação e, embora na sociedade ocidental seja impossível atuar de maneira completamente apartada da mídia, a proposta de Mathiesen é de que essas participações representem um debate de qualidade, guiado por questões relevantes, não apenas em programas televisivos que têm como função apenas o entretenimento. Em segundo lugar, é preciso uma restauração da autoestima dos movimentos sociais. Por fim, deve-se restaurar o senso de responsabilidade dos intelectuais – artistas, escritores, sociólogos e cientistas, por exemplo –, que deveriam se recusar a fazer parte do show-business. Para Mathiesen, a eles cabe o papel da pesquisa em favor do interesse comum.
Trata-se, assim, de uma proposta de espaços públicos alternativos , em que a argumentação e os princípios sejam valores dominantes, a fim de que se faça um contraponto à cultura de massa propagada, principalmente, pela televisão. Assim, associando a preparação política (contra funcional e contra negação) à legislação, a partir de espaços públicos alternativos de discussão, será possível aferir uma redução carcerária e sua consequente suplantação. Inicialmente haveria mais gastos, compensados posteriormente com o corte de despesas dos sistemas prisionais.
Deve-se acentuar que, visando à abolição dos cárceres, as penas ditas alternativas apresentam caráter nocivo uma vez que facilmente poderiam se transformar em novas estruturas carcerárias, com funções similares às da própria prisão. Nesse sentido, Mathiesen direciona seus argumentos no sentido de uma política sem limites em relação a alternativas ao sistema carcerário, apontando para a necessidade de uma revolução permanente ou, no mínimo, no seio das transformações das relações sociais.

#### Trabalhos voltados à vítima e ao "delinquente"
Com a progressiva superação da ideologia do cárcere a partir de espaços públicos de discussão sobre o tema, efetivar-se-á um trabalho de solidariedade e compensação voltado à vítima e ao delinquente. Em relação às vítimas atuais, primeiramente, pode-se prever uma compensação material imediata e total por meio do Estado. Também é preciso haver uma compensação simbólica, propiciando recursos para superar o ocorrido, compensando-se a dignidade perdida – “compensação de status”. Finalmente, é necessária uma rede de contenção social para as vítimas, fornecendo refúgios materiais e grupos de terapia. Nesse sentido, ao invés de aumentar a punição do transgressor de acordo com a gravidade da transgressão, o que é básico no sistema atual, Mathiesen propõe a ideia de aumento de apoio à vítima de acordo com a gravidade da transgressão.
Com relação às vítimas em potencial, propõe-se mitigar sua vulnerabilidade mediante organização comunitária e inovações no plano das vias públicas, de modo a suplantar as ineficazes prevenções geral e inabilitação, voltando-se para a prevenção de vítimas dentro de grupos da população mais vulneráveis. Ademais, é importante conter a ansiedade por delitos propagada pelos meios de comunicação em massa.
Os delinquentes atuais, por outro lado, tendem a demonstrar situação de extrema pobreza, e muitas vezes apresentam-se enfermos e viciados em drogas. A situação de tais pessoas pode ser sensivelmente modificada por suportes materiais relativamente modestos, de maneira a possibilitar um uma nova posição na sociedade, um novo status aos mesmos. Essas medidas incluem padrões de interação reorganizados e não burocráticos com instituições do Estado, bem como inclusive o estabelecimento de redes que confiram um novo status ao indivíduo que realmente necessite. Em relação aos delinquentes em potencial, é possível implementar mecanismos compensatórios voltados a uma política educativa e juvenil renovadora, uma vez que um grupo relativamente pequeno de jovens é responsável por uma vasta gama de delitos.